# Юзеф Чапський
Юзеф Чапський (пол. Józef Czapski), 3 квітня 1896 року, Прага — 12 січня 1993 року, Мезон-Лаффітт поблизу Парижа) — польський художник та письменник, син губернатора Мінська, представник старого німецького роду графів Гуттен-Чапських; брат Марії Чапської.

## Ранні роки

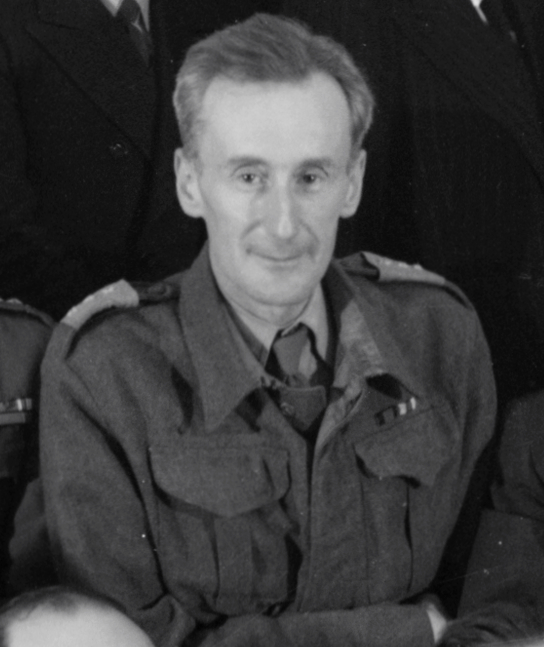
Юзеф Чапський, світлину зроблено 21 січня 1943 року

Дитинство провів у маєтку Прилуки під Мінськом, закінчив гімназію в Санкт-Петербурзі, закінчив юридичний факультет Санкт-Петербурзького університету. Був близький до кола Зінаїди Гіппіус. У роки Першої світової війни — кавалерійський офіцер, нагороджений орденом «За бойові заслуги».
З 1918 року навчався у Варшавській школі мистецтв, в 1921–1924 — в Краківській художньої академії, в 1924–1931 продовжив вивчення живопису у Франції, потім повернувся до Польщі.
1 вересня 1939 року Чапського як офіцера запасу було призвано до польської армії. 27 вересня під Львовом потрапив у полон до частин Червоної Армії. Перебував у Старобільському таборі в Україні, потім у Грязовецькому таборі у Вологодській області Росії. 3 вересня 1941 року, після підписання військової угоди між радянським і польським урядом, Чапський був звільнений і незабаром вступив до польської армії генерала Андерса, був його уповноваженим з розшуку польських офіцерів, які зникли на території СРСР.
1942 року в Ташкенті познайомився з О. М. Толстим, з Анною Ахматовою. Можливо, саме Чапському присвячено її вірш «В ту ночь мы сошли друг от друга с ума…» («У ту ніч ми зійшли один від одного з розуму …») (другий і останній раз вони бачилися в 1965 році в Парижі). 1943 року переправився до Ірану, згодом воював на італійському фронті.

## Пізні роки
З 1945 рік а жив у Франції, брав активну участь у виданні відомого польського журналу «Культура» під редакцією Є. Ґедройца, у роботі журналу Володимира Максимова «Континент». Чапський писав про Д. С. Мережковського, Д. В. Філософова, О. М. Ремізова, з якими був близько знайомий. Одним з перших, поряд з Чеславом Мілошем, відкрив для польського читача філософію Сімони Вейль. Був консультантом Анджея Вайди в його роботі над фільмом Катинь.

## Особисте життя
Юзеф Чапський був геєм, проте ніколи не зізнавався у цьому. У 1930-х та на початку 1940-х років він мав стосунки з письменником Людвіком Герінгом, з яким деякий час жив разом.

## Творчість
Автор мемуарних книг про ГУЛАГ «Старобєльські спогади» (1944), «На нелюдській землі» (1949), збірки лекцій про Марселя Пруста «Proust contre la déchéance» (написана в таборі Грязовця в 1940—1941 рр., опублікована у Франції в 1948 р., польське і німецьке видання), художників-постімпресіоністів, зокрема — про улюбленого Сезанна.

## Вибрані твори
- Wspomnienia starobielskie (1944);
- Proust contre la déchéance. Conférences au camp de Griazowietz 1940/1941 (1948);
- Na nieludzkiej ziemi (1949);
- Tumult i widma (1981);
- Wyrwane strony (1993);
- Dzienniki — wspomnienia — relacje (1986)

## Вибрані каталоги персональних виставок

### Польською мовою
- Katalog wystawy Józefa Czapskiego (wstęp Zdzisław Kępiński; Muzeum Narodowe w Poznaniu, 1957)
- Czapski. Malarstwo i rysunek (oprac. Joanna Pollakówna; Muzeum Archidiecezji Warszawskiej, травень-червень 1986)
- Józef Czapski, Katalog (teksty: Joanna Pollakówna, Stanisław Rodziński, Józef Czapski; kalendarium oprac. Joanna Pollakówna; Nowy Sącz 1991)
- Józef Czapski. Malarstwo (Galeria «Kordegarda», Варшава, червень-липень 1990)
- Józef Czapski. Malarstwo i rysunek (wstęp Joanna Pollakówna; Muzeum Archidiecezji Warszawskiej, Варшава, 20 лютого-7 квітня 1990)
- Dzienniki Józefa Czapskiego. Katalog (kalendarium oprac. Joanna Pollakówna, wstęp Janusz Marciniak; Galeria Wystaw Autorskich, Muzeum Narodowe w Poznaniu 1991)
- Józef Czapski. Malarstwo ze zbiorów szwajcarskich. Katalog (teksty: Jean Louis Kuffer, Stanisław Rodziński; Краків — Познань — Варшава, березень-серпень 1992)
- Wnętrze. Człowiek i miejsce. Józef Czapski w stulecie urodzin (koncepcja, wybór tekstów i ilustracji Krystyna Zachwatowicz, redakcja Zofia Gołubiew przy współpracy Barbary Małkiewicz; Muzeum Narodowe w Krakowie, 3 квітня — 19 травня 1996, ISBN 83-902718-8-5)
- Józef Czapski. Widzenie życia (oprac. W. Z. Wojciech Zmorzyński; Muzeum Narodowe w Gdańsku Oddział Sztuki Współczesnej, marzec-czerwiec 2000, ISBN 83-911786-4-1)
- Józef Czapski. Wokół kolekcji Aeschlimanna (podał do druku Piotr Kłoczowski; Zachęta Narodowa Galeria Sztuki — Galeria Plexus 2007, ISBN 978-83-89145-98-7, ISBN 978-2-9700500-2-1)

### Французькою мовою
- Catalogue de l'Exposition de la Galerie Motte (передмова: Daniel Halévy; Женева 1951)
- Catalogue de l'Exposition de la Galerie M. Bénézit (передмова: Józef Czapski; Париж 1952)
- Catalogue de l'Exposition de la Galerie Bénézit (передмова: Michel de Ghelderode; Париж 1961)
- Catalogue de l'Exposition de la Galerie Motte (передмова: Jeanne Hersch; Женева 1966)
- Catalogue de l'Exposition de la Galerie Motte (передмова: Konstanty A. Jeleński; Женева 1966)
- Catalogue de l'Exposition de la Galerie Motte (передмова: Thierry Vernet; Женева 1971)
- Catalogue d'Exposition de la Galerie Briance (передмова: Jean Briance; Paryż, листопад-грудень 1978)
- Joseph Czapski. Rétrospective (тексти: Jean Louis Kuffer, Michel de Ghelderode, Wojciech Karpiński, Jeanne Hersch, Andrzej Wajda; Musée Jenisch, Vevey, 30 червня-15 вересня 1990)

## Українські переклади
- Юзеф Чапський. На нелюдській землі / переклад з польської Олеся Герасима. — Київ : Книги ХХІ, 2017. — 320 с.
- Чапський Ю. На нелюдській землі / пер. з польської Олеся Герасима. — Чернівці :Книги ХХІ, 2023. — 320 с.
- Юзеф Чапський. Читаючи. пер. Жанна Слоньовська. — Львів: видавництво «Літопис», 2022. — 408 с.